# Автомагістраль M4 (Росія)

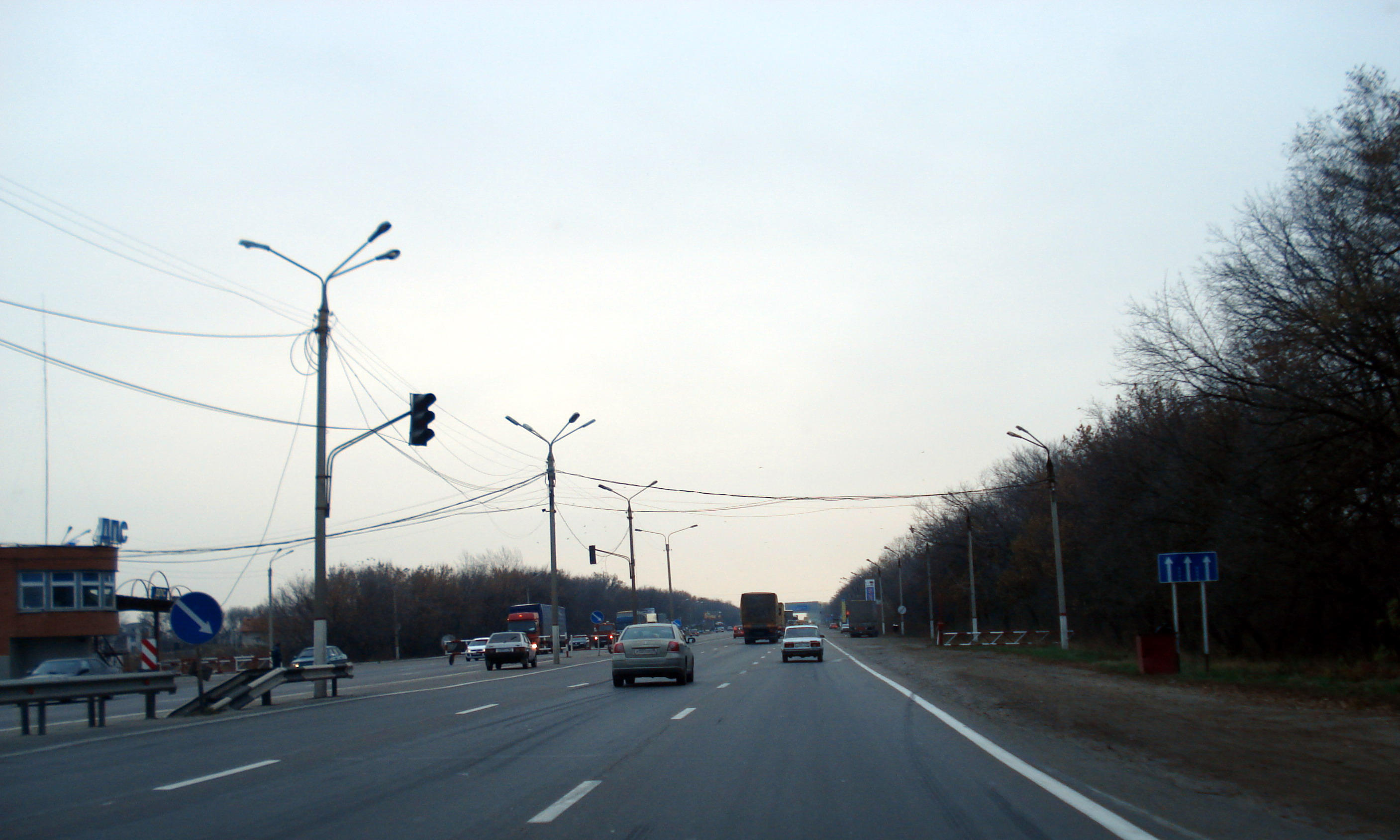
Автомагістраль «Дон» на південний схід від Воронежу

Автомагістраль M-4 або автомагістраль «Дон» автомобільна дорога федерального значення Москва — Воронеж — Ростов-на-Дону — Краснодар — Новоросійськ. Основна частина траси від Москви до Краснодара є частиною європейського маршруту E115. Довжина автомагістралі становить 1543 км. Автомагістраль М-4 починається на перетині МКАДу і Липецької вулиці й прямує на південь, проходячи західніше за Видне, східніше Домодєдова, на захід від Кашири і Ступіна, де автомагістраль «Каспій» відгалужується на схід. Автомагістраль «Дон» прямує далі через Тульську область західніше Венева, через Богородицьк і Єфремов, потім через Липецьку область, перетинаючи Єлець і Задонськ, а потім через Воронезьку область, обходячи Воронеж і Богучар.
Після перетинання Дону біля Ростова, дорога прямує далі на південь до Краснодара і Новоросійська.
Автомагістраль «Дон» екстенсивно відновлюється і розширюється з 2000-х, одночасно вона залишається життєвою артерією, що сполучає Москву з Південною Росією. За літні місяці, автострада потерпає через великі затори, викликаних літніми відпочивальниками, які мандрують до чорноморських курортів на кшталт Сочі, і вантажівками, які перевозять овочі, фрукти з південних провінцій до густонаселених регіонів Центральної та Північної Росії.

## Маршрут
Дорога М-4 починається на перетині МКАД і Липецької вулиці, далі прямує Московською областю у південному напрямку у вигляді сучасної автомагістралі з розв'язками і розділовими смугами, прямує на захід від Видного, на схід від міста Домодєдово (між містом і аеропортом), на захід від Кашири і Ступіно, приблизно там же від неї відгалужується траса R22.
Далі автодорога прямує Тульською областю, проходить на захід від Венєва і Новомосковська, далі - між містами Киреївськом та Узлова, обходить із заходу Богородицьк і зі сходу Єфремов (стара або альтернативна ділянка прямує по західній околиці Богородицька і по східній околиці Єфремова).
Далі автомагістраль прямує Липецькою областю, обходить зі сходу село Станове і місто Єлець, із заходу - Задонськ (стара або альтернативна ділянка прямує через село Станове, через Єлець по так званому Єлецькому шосе у західній частині міста і по межі Задонська) і зі сходу село Хлевне.
Потім дорога прямує Воронезькою областю, до Воронежа, частково обходить його по платній об'їзній дорозі в межах міста (безкоштовно через місто), що прямує по північно-східній околиці, далі по платному об'їзду сіл Нова Усмань і Рогачівка (безкоштовно через села). Далі через села Каширське, Лосєво, місто Павловськ, обходить Богучар і село Верхній Мамон.
Далі траса прямує Ростовською областю, перетинаючи трасу E 40 в Каменсько-Шахтинському, залишаючи Міллерово (на захід), Красний Сулін (на захід), Шахти (на схід), підходить до Ростову-на-Дону. Далі, обминувши його по об'їзній дорозі, минає міст через річку Дон, прямує на південь через Батайськ і Самарське.
Територією Краснодарського краю дорога прямує через станиці Кущевська, Павлівська (початок автодороги R217 «Кавказ»), місто Коренівськ і доходить до Краснодара. Тут розпочинається пряма дорога на Новоросійськ А146 (E 115), а М-4 прямує на південь до курортного селища Джубга. Звідси на схід прямує дорога А147, магістраль «Дон» прямує уздовж берега Чорного моря на захід, через Геленджик і закінчується у Новоросійську. При цьому для руху в його сторону, а також Анапи і Геленджика є коротша і зручніша дорога через Тимашевськ і Слов'янськ-на-Кубані. Додатково, існує файна дорога через Кримськ і Верхньобаканський.
0000 км — Москва (МКАД)

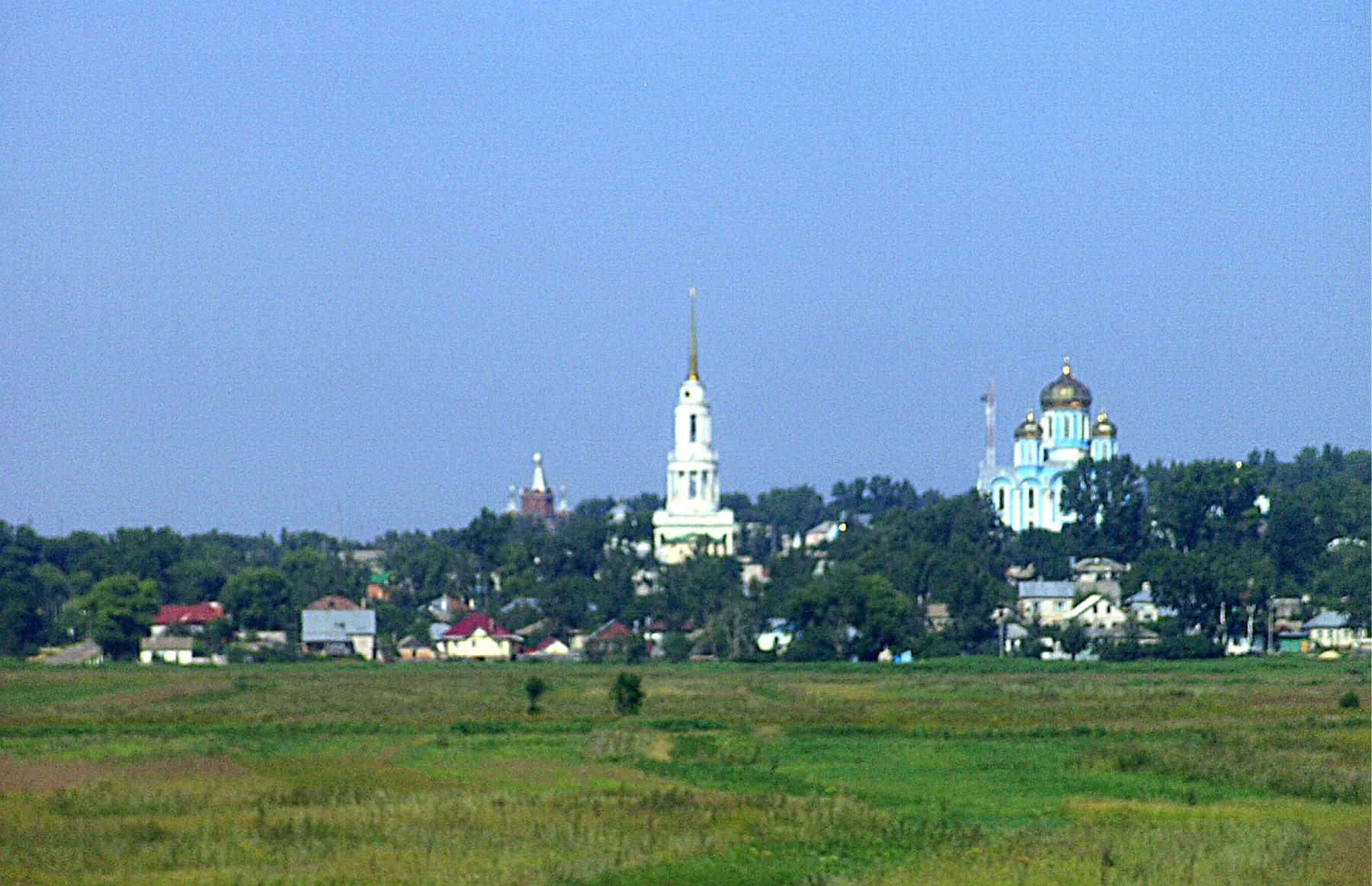
Місто Задонськ через яке прямує автострада M4

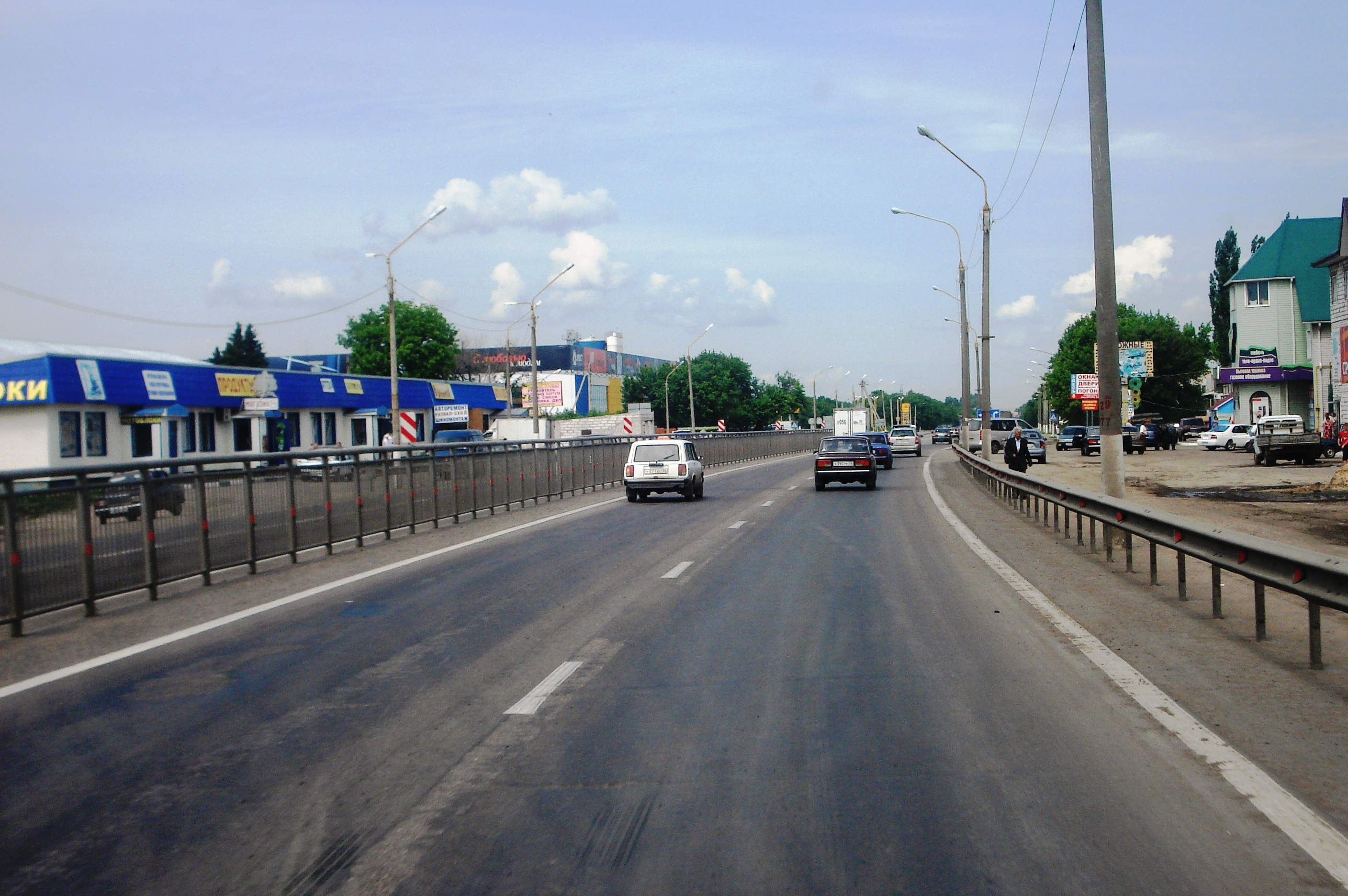
Дорога у Новій Усмані

0004 км — Видне, відгалуження до аеропорту Москва-Домодєдово (18 км)
0019 км — Домодєдово
0031 км — перетин A 107
0067 км — перетин A 108 до Михнево
0087 км — Кашира, відгалуження R22 Каспій
Тульська область
0144 км — Венєв
0181 км — Узлова
0217 км — Богородицьк
0287 км — Єфремов
Липецька область
0344 км — Єлець
0394 км — Задонськ
0419 км — Хлевне
Воронезька область
0493 км — Воронеж
0498 км — Нова Усмань
0514 км — Рогачівка
0566 км — Середній Ікорець (в Лиски)
0606 км — Шестаково
0642 км — Павловськ
0684 км — Верхній Мамон
0716 км — Богучар
Ростовська область
0779 км — Олексіїво-Лозовське
0834 км — Міллерово
0885 км — Глибокий
0910 км — Каменськ-Шахтинський, відгалуження A260 (E 40)
0979 км — Шахти, відгалуження A270 (E 50)
1016 км — Новочеркаськ
1038 км — Аксай
1048 км — Ростов-на-Дону, початок A280 (E 58)
1064 км — Батайськ
1084 км — Самарське
Краснодарський край
1124 км — Кущевська
1177 км — Павлівська, початок R217
1214 км — Іркліївська
1225 км — Березанська
1254 км — Коренівськ
1286 км — Дінська
1328 км — відгалуження колишньої М4 на Краснодар
1345 км — Аеропорт Краснодар
Адигея
1351 км — відгалуження A 146 на Новоросійськ
1358 км — Адигейськ
Краснодарський край
1383 км — Гарячий Ключ
1436 км — Джубга, відгалуження A147 (E 97) на Сочі до кордону з Грузією (Абхазія)
1550 км — Новоросійськ